# Mutter (singel)
"Mutter" (niem. Matka) to utwór muzyczny zespołu Rammstein z albumu o tej samej nazwie.

## Utwór
Utwór został potwierdzony przez Tilla Lindemanna i Richarda Kruspe jako odniesienie do ich nieszczęśliwych dziecięcych relacji z ich własnymi matkami. Tekst opowiada historię dziecka nie zrodzonego z łona, a z naukowego eksperymentu, tak więc nie posiadającego prawdziwego ojca i matki. Zdecydowanie przygnębiające słowa opisują jego plan zabicia matki "która nigdy go nie urodziła" i siebie, po czym przystępuje do jego realizacji. Jednak wciąż nie może siebie zabić, kończąc z okaleczeniami i nie czując się lepiej niż wcześniej. Dziecko prosi, możliwe iż modli się, o siłę, ale jego zmarła matka nie odpowiada. Narracja utworu jest podobna do Frankensteina Mary Shelley, w którym bohater mści się za swoje nieszczęście na 'rodzicu', i nie czuje różnicy po a przed śmiercią swojego 'rodzica'.
Klip obrazuje fabułę utworu, przy czym bohater zabija matkę i wrzuca jej ciało do rzeki, po czym orientuje się, iż jest zamknięty w klatce bądź lochu pod ziemią.
Singiel zawiera wersję instrumentalną, 5/4, która była grana jako wstęp do większości koncertów od 2000 do 2001 roku.

### Spis utworów na singlu
1. Mutter (Oryginalna wersja) (3:40)
2. Mutter (Vocoder Remix) (4:32)
3. 5/4  (5:30)
4. Mutter (Sono's Inkubator Mix) (7:22)